# Jérôme Pradon
Jérôme Pradon (* 3. Juni 1964 in Boulogne-Billancourt) ist ein französischer Schauspieler und Sänger.

## Werdegang
Jérôme Pradon studierte zuerst Schauspiel am Cours Florent in Paris und war dann privilegiert mit John Strasberg und Sarah Eigerman zu studieren.
Seine Karriere begann mit der Rolle der Eugénio in dem Theaterstück Le Café von Goldoni beim Avignon Festival. Danach spielte er verschiedenste Rollen in diversen Spielfilmen sowie Theaterstücken mit. Er ist Autor, Komponist und Sänger. Zurzeit spielt und singt Jérôme die Rolle des Aragorn in der Londoner Aufführung des Musicals The Lord of the Rings.

## Alben
- 1991: Tendrement
- 2001: Crime of Passion

## Diskographie
- 1992: Les Misereables
- 1994: Napoleon
- 1995: Les Miserables in Concert
- 1996: Martin Guerre
- 1999: Killing Rasputin
- 2000: Jesus Christ Superstar
- 2004: Chance
- 2005: Les bienheureux de la Marge Brute
- 2006: Le cabaret des hommes perdus

## Filmographie
- 1980: Marcheloup
- 1987: L'Été
- 1991: Cas de divorce
- 1993: Hélas pour moi
- 1994: Sharpe's Company
- 1995: Kung-Fu: The Legend Continues
- 1996: The Brylcreem Boys
- 1998: Belle grand-mere
- 1999: Aristocrats
- 1999: Simon Sez
- 1999: La jeune fille et la tortue
- 2000: Vatel
- 2000: The Dancer
- 2000: Jesus Christ Superstar
- 2000: Crimes en serie: Le disciple
- 2001: Crimes en serie: Le voyeur
- 2002: Crimes en serie: La pêcheresse
- 2002: Paradisco
- 2004: Peter Ackroyd's London
- 2004: Carrie & Harry
- 2006: Avocats et associés
- 2006: The Complete Guide to Parenting
- 2014: Engrenages (Fernsehserie, 2 Folgen)
- 2017: Ransom (Fernsehserie, 1 Folge)